# Placido Cortese
Placido Cortese (Cherso, 7 marzo 1907 – Trieste, 15 novembre circa 1944) è stato un religioso e presbitero italiano. La Chiesa cattolica lo venera come Venerabile.

## Biografia
Nicolò Cortese nasce a Cherso (Cres, capoluogo dell'omonima isola nel golfo del Quarnaro) il 7 marzo 1907. Entra in seminario a Camposampiero dai francescani conventuali nel 1920. Veste l'abito religioso con il nome di fra Placido e, dopo il noviziato trascorso presso la basilica del Santo a Padova (1923-1924), compie gli studi presso la facoltà Teologica S. Bonaventura a Roma, ottenendo la licenza in teologia.
Dopo l'ordinazione sacerdotale (6 giugno 1930), svolgerà il suo apostolato nella basilica del Santo a Padova e, dal dicembre 1933, nella parrocchia di viale Corsica a Milano.
Nel 1937 viene richiamato a Padova come direttore del Messaggero di Sant'Antonio, del quale riesce ad incrementare significativamente gli abbonati, portandoli da 200.000 ai circa 800.000 del 1943.
Ma l'interesse maggiore del padre Placido è costituito dal ministero in Basilica e dalla carità. Questa si estese anche agli internati - per lo più sloveni - nel campo di Chiesanuova (un sobborgo di Padova), deportati a seguito dell'occupazione italiana di una parte della Jugoslavia dopo lo smembramento del paese seguito alla sua invasione, e alla nascita in loco dei movimenti di resistenza.
Dopo l'armistizio di Cassibile si impegna attivamente per aiutare sbandati, ebrei e ricercati dal regime nazifascista. Si organizza una trafila di servizi clandestini. Da Padova la via della fuga in Svizzera passa per Milano, tramite padre Cortese, padre Carlo Varischi e il prof. Ezio Franceschini dell'Università Cattolica. La collaborazione tra Concetto Marchesi all'Università di Padova e Franceschini all'Università Cattolica fa nascere l'organizzazione FRA-MA. Tra le numerose persone che operavano in questa rete di salvataggio, particolare rilievo ebbero Armando Romani, le sorelle Martini (Teresa, Lidia e Liliana), Milena Zambon e Maria Borgato.  Placido Cortese è anche in contatto con quel clero padovano che si impegnò attivamente fino a prendere le armi a fianco dei partigiani.
Viene tradito da due infiltrati nell'organizzazione. 
L'8 ottobre 1944 è arrestato e trasferito nel bunker della Gestapo di piazza Oberdan a Trieste dove viene sottoposto a tortura fino a morire; viene forse cremato nella Risiera di San Sabba. 

## Riconoscimenti
Il 29 gennaio 2002 il vescovo della diocesi di Trieste Eugenio Ravignani dà inizio al processo di beatificazione,
conclusosi il 15 novembre 2003. Gli atti sono ora a Roma.
Alla memoria di Placido Cortese è stata conferita dal Presidente della Repubblica Sergio Mattarella, con decreto 5 giugno 2017, la medaglia d'oro al merito  consegnata nella pontificia Basilica di Sant'Antonio di Padova dal Presidente stesso l'8 febbraio 2018, con la seguente motivazione: 
- 1946: Attestato di benemerenza degli Alleati, firmato dal maresciallo H. R. Alexander
- 1948: Onorificenza della “croce di bronzo” da parte del presidente cecoslovacco Edvard Beneš
- 1951: Il Comune di Padova gli intitola una via cittadina
- Padova lo ha inserito tra i Giusti, nel Giardino dei Giusti del Mondo inaugurato nel 2008, assieme a: Carlo Angela, Franca Decima, Parisina Lazzari, Delia Fasolato Mazzucato, le sorelle Teresa, Carla e Lidia Martini, Milena Zambon, Delfina e Maria Borgato, Giovanni Palatucci e Giorgio Perlasca[11].
- Il 7 marzo 2009 il Comune di Padova ha eretto un cippo in sua memoria presso la caserma Romagnoli di Chiesanuova (campo di internamento negli anni 1942 - 1943).
- Il 5 giugno 2017 il presidente della Repubblica Italiana S. Mattarella conferisce la medaglia d'oro al merito civile alla memoria.